# Samuel Baur

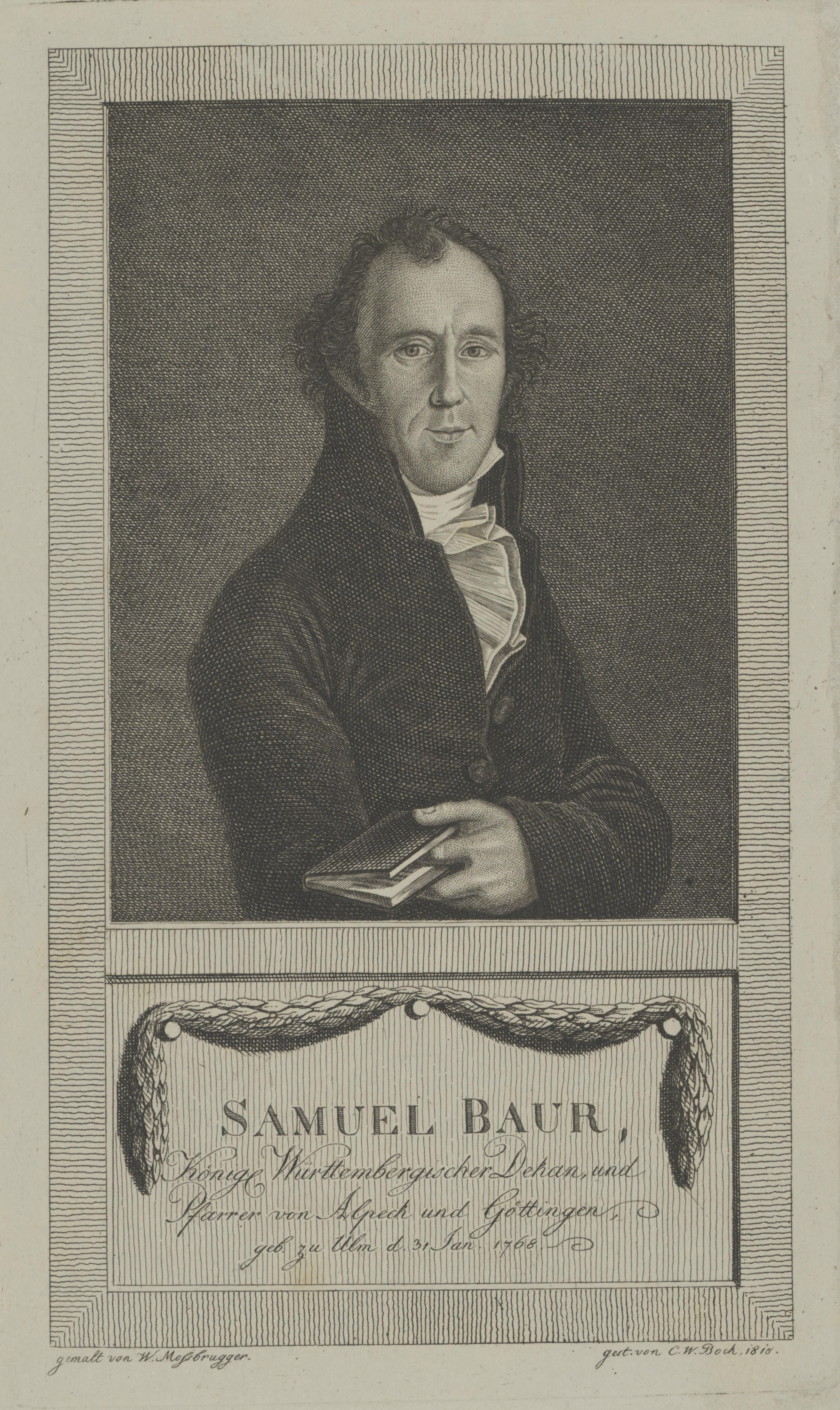
Samuel Baur, Stich von Christoph Wilhelm Bock (1815)

Samuel Baur (* 31. Januar 1768 in Ulm; † 25. Mai 1832 in Göttingen bei Ulm) war ein deutscher evangelisch-lutherischer Pfarrer und Literat.

## Leben
Aus bescheidenem Elternhaus stammend, war es Baur dennoch möglich, das Gymnasium zu besuchen. Danach studierte er ab 1791 zunächst in Jena und später in Tübingen Theologie. Bereits in seiner Studienzeit widmete er sich nebenbei geschichtlichen und literarischen Themen, was er schließlich bis zu seinem Tod fortsetzte.
Erste Predigten hielt er in Ulm, wurde dann 1794 in Burtenbach Pfarrer, kam 1800 nach Göttingen, um schließlich 1811 die Stellung des Dekans im Oberamt Alpeck zu übernehmen.
Aus seiner Ehe mit Judith Christine Gerhard (1763–1824) überlebten ihn zwei Söhne und drei Töchter.
Baur veröffentlichte ca. 150 Bände homiletischen, pädagogischen, historischen und biographischen Inhalts, wobei davon nicht alles sein eigenes Werk ist, sondern aus Übersetzungen oder Abschriften und Zusammenführungen stammte. Baur hat zudem sehr viel aus dem Französischen übersetzt, zum Beispiel Antoine-François Prévost, und zahlreiche biographische Artikel zur Allgemeinen Encyclopädie der Wissenschaften und Künste von Johann Samuel Ersch und Johann Gottfried Gruber verfasst. 

## Werke
- Anonym: Charakteristik der Erziehungsschriftsteller Deutschlands. Ein Handbuch für Erzieher. Johann Benjamin Fleischer,  Leipzig 1790, Digitalisat in der SLUB; MDZ Reader
  - Charakteristik der Erziehungsschriftsteller Deutschlands. Ein Handbuch für Erzieher. Detlev Auvermann, Glashütten i. Ts. 1974.
- Liebe. Was sie ist, und seyn sollte. Beobachtungen, Lehren und Warnungen, für Jünglinge und Mädchen, die mit Überlegung in den Ehestand treten wollen. Als 2. Theil der Charakteristik des Frauenzimmers. Gotha 1790
- Deutschlands Schriftstellerinnen. Eine charakteristische Skize. Ulm 1790
- Neues historisches Handlexikon. 1794 ff.
- Geschichtserzählungen großer und seltener Menschen unseres Zeitalters. 2 Bände, 1798
- Interessante Lebensgemälde der denkwürdigsten Personen des achtzehnten Jahrhundert. 7 Bände, Leipzig 1803–1821
- Gallerie historischer Gemählde aus dem achtzehnten Jahrhundert. 6 Bände, Hof 1804–1806
- Gallerie der berühmtesten Personen des 18. Jahrhunderts. 1805
- Neues historisch-biographisch-literarisches Handwórterbuch: Von der Schöpfung der Welt bis zum Schlusse des achtzehnten Jahrhunderts. Enthaltend das Leben, den Charakter und die Verdienste der grössten und denkwürdigsten Personen aller Zeiten, Länder und Stände. 7 Bände, Ulm 1807–1816
- Gemählde der merkwürdigsten Revolutionen, Empörungen, Verschwörungen, wichtiger Staatsveränderungen und Kriegsscenen, auch anderer interessanter Auftritte aus der Geschichte der berühmtesten Nationen. 10 Bände, Ulm 1810–1818 (Band 7–10 zugleich unter dem Titel: Unterhaltende Erzählung merkwürdiger Revolutionen und Empörungen, Verschwörungen und Komplotte, Schlachten und Belagerungen)
- Kleines historisch-litterarisches Handwörterbuch über alle denkwürdigen Personen vom Anfange der Welt an. 4 Bände, 1813–1816
- Allgemeines historisch-biographisch-literarisches Handwörterbuch aller merkwürdigen Personen, die in dem ersten Jahrzehend des Neunzehenten Jahrhunderts gestorben sind. 2 Bände, Stettin, Ulm 1816
- Religiöse Betrachtungen und Gebete am Morgen und Abend. 1825
- Praktisches Handbuch für alle Kanzel- und Altargeschäfte. Band 1–4, 1829